# República Checa en los Juegos Europeos de Bakú 2015
La República Checa participó en los Juegos Europeos de Bakú 2015 con una delegación de 130 deportistas. Responsable del equipo nacional fue el Comité Olímpico Checo, así como las federaciones deportivas nacionales de cada deporte con participación.

## Medallistas
El equipo de la República Checa obtuvo las siguientes medallas:
| Nombre                                          | Deporte          | Competición  |
| ----------------------------------------------- | ---------------- | ------------ |
| Oro                                             |                  |              |
| —                                               |                  |              |
| Plata                                           |                  |              |
| Lukáš Krpálek                                   | Judo             | –100 kg M    |
| Martin Fuksa                                    | Piragüismo       | C1 1000 m M  |
| Bronce                                          |                  |              |
| Petr Vakoč                                      | Ciclismo en ruta | Ruta M       |
| Aneta Hladíková                                 | Ciclismo BMX     | Individual F |
| Martin Fuksa                                    | Piragüismo       | C1 200 m M   |
| Iveta Vacenovská Renáta Štrbíková Hana Matelová | Tenis de mesa    | Equipo F     |
| Přemysl Kubala Jan Hadrava                      | Vóley playa      | Torneo M     |